# Bogdocosa
Genre
Bogdocosa est un genre d'araignées aranéomorphes de la famille des Lycosidae.

## Répartition
Les espèces de ce genre se rencontrent en Asie et au Caucase.

## Liste des espèces
Selon World Spider Catalog (version 26, 12/08/2025) :
- Bogdocosa flavida (O. Pickard-Cambridge, 1885)
- Bogdocosa kronebergi (Andreeva, 1976)
- Bogdocosa multivaga (Simon, 1880)
- Bogdocosa yunshani Wang, Marusik & X.-Y. Zhang, 2025

## Systématique et taxinomie
Ce genre a été décrit par Ponomarev et Belosludtsev en 2008 dans les Lycosidae.

## Publication originale
- Ponomarev, Belosludtsev & Dvadnenko, 2008 : « Spiders (Aranei) of the lower Volga region (Astrakhan and Volgograd areas of Russia) with the description of new taxa. » Caucasian Entomological Bulletin, vol. 4, no 2, p. 163-185.